# Uttarkashi (Distrikt)
Der Distrikt Uttarkashi (Hindi: उत्तरकाशी जिला) ist ein Distrikt des indischen Bundesstaats Uttarakhand.
Sitz der Distriktverwaltung ist Uttarkashi. Gründungsdatum des Distrikts ist der 24. Februar 1960.

## Geografie

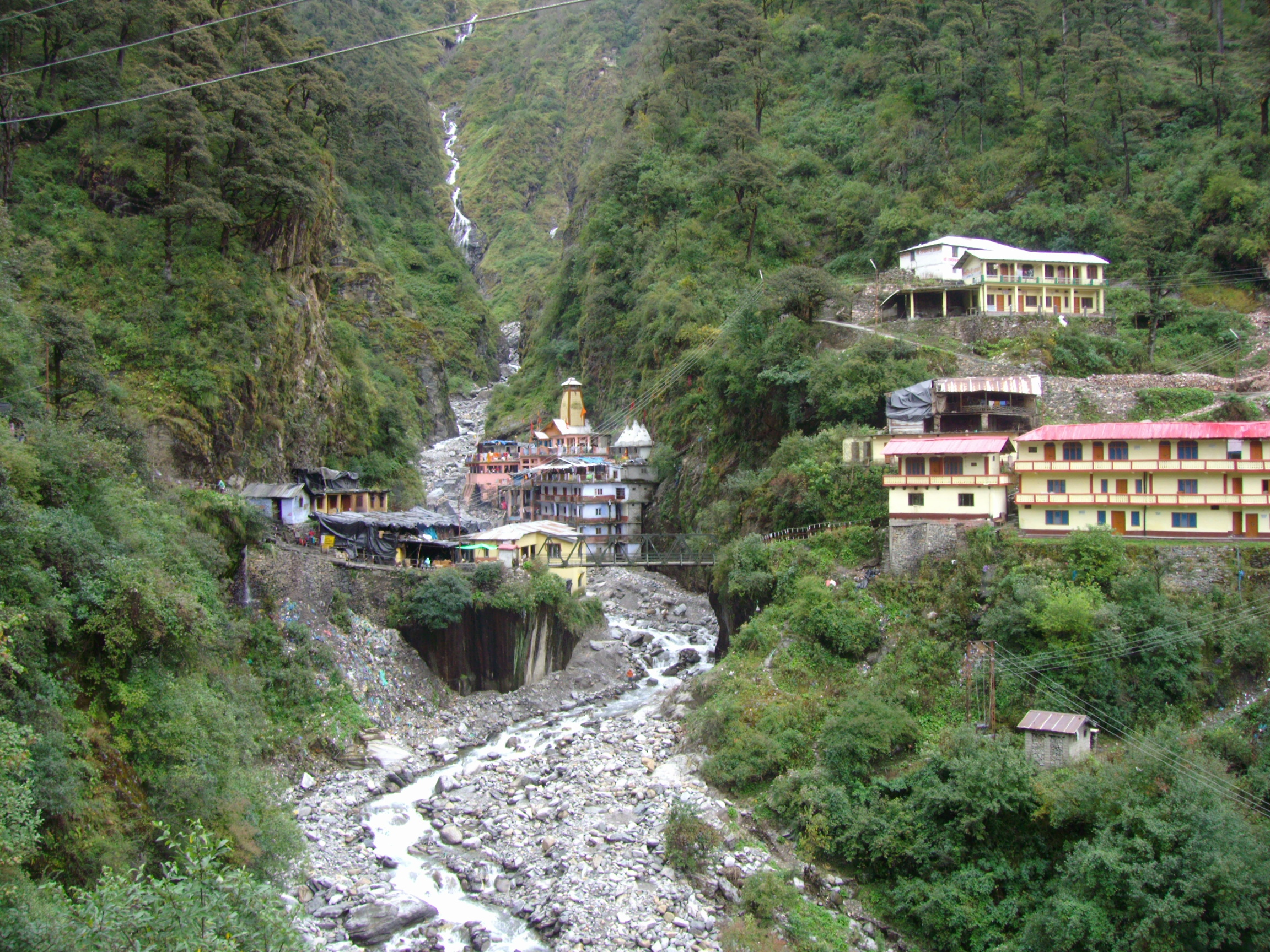
Yamunotri-Tempel und Ashram

Der Distrikt Uttarkashi liegt in der Division Garhwal im Norden von Uttarakhand im Garhwal-Himalaya. Uttarkashi grenzt im Norden an Himachal Pradesh. Im Nordosten bildet die Wasserscheide des Himalaya-Hauptkamms die Grenze zum autonomen Gebiet Tibet. Im Süden grenzt der Distrikt an folgende Nachbardistrikte: Chamoli, Rudraprayag, Tehri Garhwal und Dehradun. Die Fläche des Distrikts Uttarkashi beträgt 8016 Quadratkilometer. Das Gebiet des Distrikts Uttarkashi befindet sich im Einzugsgebiet von Bhagirathi, Yamuna und Rupin. Im Westen liegt der Govind-Nationalpark, im Osten der Gangotri-Nationalpark.

## Bevölkerung
Nach der Volkszählung 2011 hatte der Distrikt Uttarkashi 330.086 Einwohner.

## Sehenswertes
Im Distrikt Uttarkashi befinden sich die hinduistische Wallfahrtsorte Yamunotri und Gangotri.